# Вьеле-Гриффен, Франсис
Франси́с Вьеле́-Гриффе́н (фр. Francis Vielé-Griffin, 26 апреля 1864, Норфолк — 11 декабря 1937, Бержерак, департамент Дордонь) — французский поэт-символист.

## Биография
По отцу — потомок лионских протестантов, переселенцев XVII века из Франции в США. По материнской линии — потомок шотландских католиков, бежавших в том же XVII веке в США от преследований Кромвеля. Родители разошлись, когда ему было девять лет. Он остался с матерью, принял её фамилию Гриффен и переехал вместе с нею в Париж. Быстро бросил учёбу и посвятил себя литературе. Дебютировал как поэт в 1886 году. Занялся журналистикой. Сблизился с Анри де Ренье, Стефаном Малларме, дружил с Андре Жидом, Верхарном, Жаммом, Валери, вошел в парижские литературные салоны, выступал в кабаре.

## Произведения
- Cueille d’avril (1886)
- Les Cygnes: poésies, 1885—1886 (1887)
- Joies: poèmes, 1888—1889 (1889)
- Diptyque (1891)
- Les Cygnes: nouveaux poèmes 1890-91 (1892)
- La Chevauchée d’Yeldis et autres poèmes (1892)
- Swanhilde: poème dramatique, 1890—1893 (1894)
- La Clarté de vie: Chansons à l’ombre; Au gré de l’heure; ″In memoriam″; En Arcadie (1897)
- Phocas le jardinier, précédé de Swanhilde, Ancaeus, les Fiançailles d’Euphrosine (1898)
- La Partenza (1899)
- La Légende ailée de Wieland le forgeron (1900)
- L’Amour sacré, poèmes (1903)
- La lumière de Grèce: Pindare; Sapho; la Légende ailée de Bellérophon Hippalide (1912)
- Voix d’Ionie: le Délire de Tantale; Pasiphaé; Galatée; les Noces d’Atalante; la Sagesse d’Ulysse; précédées de quelques poèmes (1914)
- Couronne offerte à la muse romaine (1922)
- La Rose au flot, légende du Poitou (1922)
- Le Domaine royal, discours lyriques (1923)
- Choix de poèmes (1923)
- Le Livre des reines (1929)
- Souvenirs d’enfance et de première jeunesse (1939)

## Новейшие издания
- Œuvres. Genève: Slatkine Reprints, 1977
- L’Amant des heures claires. Paris: La Différence, 1994

## Публикации на русском языке
В России стихи Вьеле-Гриффена переводили И. Анненский, В. Брюсов, М. Волошин, И. Эренбург, И. Тхоржевский, А. Эфрон, Э. Линецкая, Б. Дубин, Р. Дубровкин и др., о нём писал Н. Гумилёв.
- Поэты Франции. Век XIX. М.: Художественная литература, 1985, с.372-374
- Поэзия французского символизма. Лотреамон. Песни Мальдорора/ Под ред. Г. К. Косикова. М.: Изд-во МГУ, 1993
- Фавн перед зеркалом (стихотворения «младших» французских символистов в переводах Романа Дубровкина). М.: Русский путь, 2008

## Признание
Член Бельгийской Королевской академии французского языка и литературы, командор ордена Почётного легиона.